# Sat-reședință
Sat-reședință este numită unitatea administrativă în Republica Moldova, care reprezintă un sat în care își are sediul consiliul sătesc (comunal). Toate comunele din Republica Moldova poartă denumirile satelor-reședință care intră în componența lor.